# Велика Плана (Госпич)
44°40′ пн. ш. 15°08′ сх. д. / 44.67° пн. ш. 15.14° сх. д.
Велика Плана (хорв. Velika Plana) — населений пункт у Хорватії, у Лицько-Сенській жупанії у складі міста Госпич.

## Населення
Населення за даними перепису 2011 року становило 52 осіб.
Динаміка чисельності населення поселення:

## Клімат
Середня річна температура становить 7,67 °C, середня максимальна – 20,86 °C, а середня мінімальна – -5,56 °C. Середня річна кількість опадів – 1372 мм.
| Клімат поселення                              | Клімат поселення | Клімат поселення | Клімат поселення | Клімат поселення | Клімат поселення | Клімат поселення | Клімат поселення | Клімат поселення | Клімат поселення | Клімат поселення | Клімат поселення | Клімат поселення | Клімат поселення |
| Показник                                      | Січ.             | Лют.             | Бер.             | Квіт.            | Трав.            | Черв.            | Лип.             | Серп.            | Вер.             | Жовт.            | Лист.            | Груд.            |                  |
| Середній максимум, °C                         | 4,22             | 4,75             | 7,36             | 11,05            | 15,91            | 19,45            | 20,86            | 20,46            | 16,91            | 12,60            | 7,58             | 4,50             |                  |
| Середня температура, °C                       | −0,66            | −0,14            | 2,47             | 6,16             | 11,02            | 14,56            | 16,81            | 16,42            | 12,87            | 8,58             | 3,54             | 0,44             |                  |
| Середній мінімум, °C                          | −5,56            | −5,03            | −2,42            | 1,28             | 6,12             | 9,67             | 12,76            | 12,38            | 8,82             | 4,53             | −0,51            | −3,6             |                  |
| Норма опадів, мм                              | 101              | 101              | 102              | 115              | 100              | 99               | 62               | 85               | 134              | 156              | 176              | 141              |                  |
| Середньомісячна швидкість вітру, м/с          | 3.26             | 3.38             | 3.45             | 3.22             | 2.94             | 2.74             | 2.65             | 2.61             | 2.86             | 3.13             | 3.54             | 3.59             |                  |
| Середньомісячна сонячна радіація, кДж/м²·день | 4615             | 7285             | 10710            | 15109            | 19201            | 21013            | 22675            | 19533            | 14433            | 9371             | 4988             | 3829             |                  |
| --------------------------------------------- | ---------------- | ---------------- | ---------------- | ---------------- | ---------------- | ---------------- | ---------------- | ---------------- | ---------------- | ---------------- | ---------------- | ---------------- | ---------------- |
| Джерело:                                      |                  |                  |                  |                  |                  |                  |                  |                  |                  |                  |                  |                  |                  |